# Бамбам
Бамбам (индон. Bahasa Bambam) — один из австронезийских языков, распространён на острове Сулавеси — в о́круге Полевали-Мандар (Полмас) провинции Западный Сулавеси (Индонезия).
По данным Ethnologue, количество носителей данного языка составляло 22 тыс. чел. в 1987 году.
На письме пользуется латинской графикой. Язык используется в бытовом общении, также на нём ведутся радиопередачи.

## Диалекты
В составе языка выделяют следующие диалекты: бамбам-хулу, бумал, иссилита, матангна, мехалаан, пакау, паттаэ, салу-моканам.